# Клецани
Клецани, Клецаны (чеш. Klecany, бывш. нем. Groß Kletzan) — город в районе Прага-восток Среднечешского края Чехии.

## История
Самые древние поселения в окру́ге относятся к бронзовому веку.
Первое письменное упоминание о городе датируется 1316 годом, когда в городе правил Младоне из Клецан.
Легенда о возникновении города гласит: «Князь Пржемысл <…> в 777 году повелел построить храм и крепость в Клецанах. Эту крепость и земли вокруг неё он даровал своему верному хромому слуге». (чеш. klecavý — хромой)(Liber Memorabilium).
Также в записях говорится, что «деревня была переименована на немецкий манер, Гросс-Клетцан (нем. Groß Kletzan), чтобы отличать её от окрестных территорий другой деревни с таким же названием, расположенной юго-западнее, под холмом, прямо у реки Влтавы.» Позже, нижние Клецаны стали называть малыми Клецанами (чеш. Klecánky), а Клецанам вернули прежнее название.
В 1507 году, когда город принадлежал пану Зигмунду Гро́маде из Боршиц (чеш. pan Zikmund Hromada z Boršic, его статус был повышен королём Владиславом II. Король даровал городу право проводить еженедельные торги по средам на рыночной площади, а также ярмарку в День св. Апостола Якова, которая могла продолжаться в течение восьми дней.
Статус города оставался у Клецан и в 1669 году, о чём свидетельствует письменный источник (1629 года), в котором жители Клецан названы горожанами.
Неизвестно, когда и почему Клецаны потеряли статус города. Скорее всего это случилось после Тридцатилетней войны, во время которой город был частично разрушен и сильно пострадал от пожаров.
В 1628 году, Клецани принадлежал графине Анне Фюрстенберг, урождённой Лобковиц, которая унаследовала город от Алжбеты Лобковской, тоже урождённой Лобковиц.
Позже Клецани стал собственностью пражского дворянства. Среди списка владельцев можно встретить представителей знатных родов: Траутмансдорфов, Штернберков и Клам-Галласов.
В 1803 году клецанскую усадьбу у графа Кристиана Филиппа Клам-Галласа купил Ян Воборжил. Воборжилы обосновались в Клецанах и жили здесь до 1847 года, когда Ян продал усадьбу пану Антонину Балле.
Последними владельцами усадьбы и семейного замка Клецан были Бениесы — до 1945 года.

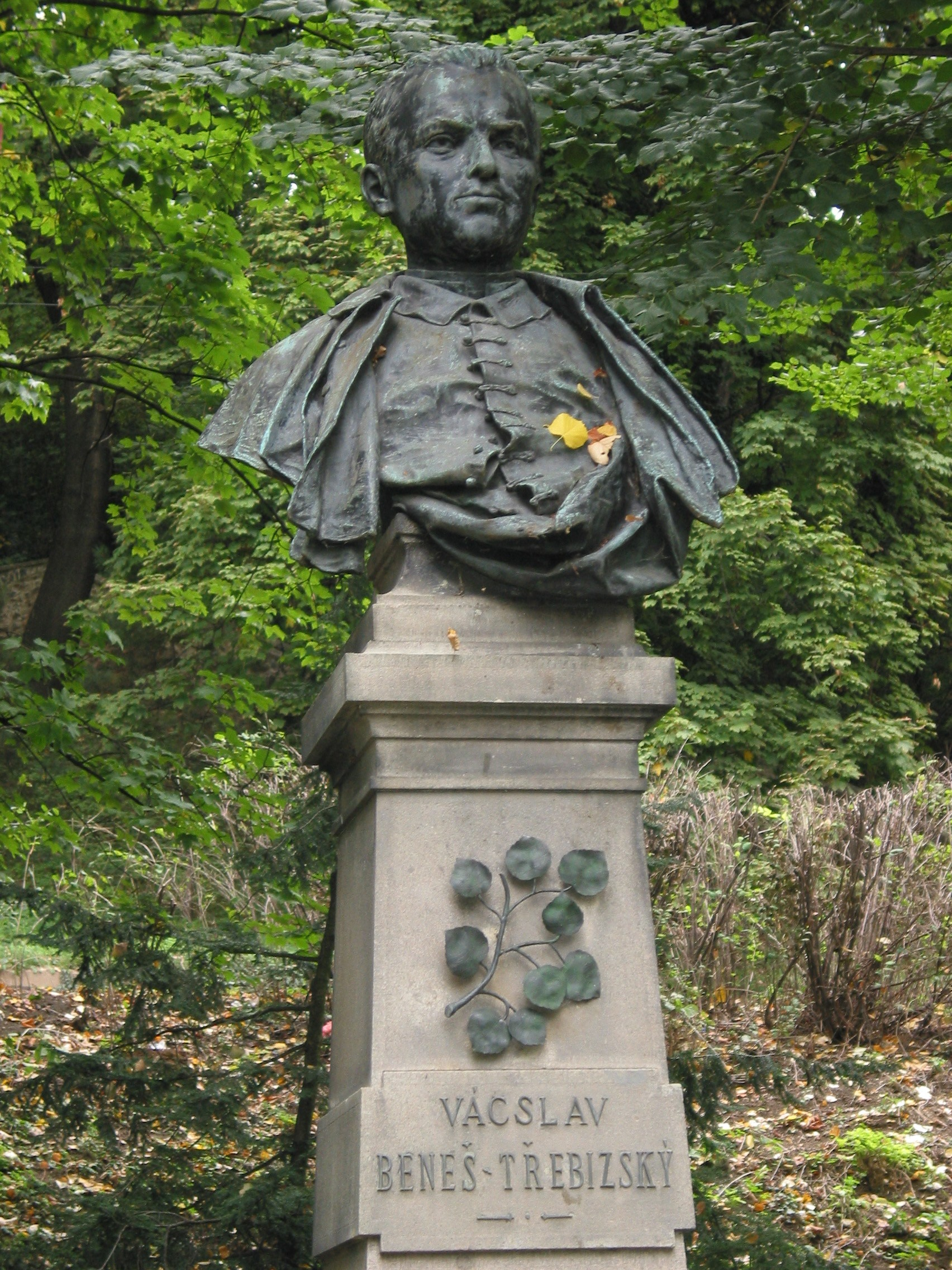
Бюст Бенеша Требизского

1 июля 1994 года Клецанам был возвращен статус города. Герб и флаг города были утверждены 17 января 1997 года.
В 2000 году в окрестностях города было найдено славянское кладбище первой половины X века, которое по значимости сравнимо с захоронениями Левого Градца и Пражского Града.

## Местоположение
Город расположен на склоне холма, над Влтавой, напротив поселения Розтоку-у-Праги. Близость автомагистрали D8 позволяет быстро добираться на машине до культурно-делового центра Праги.

## Достопримечательности
- статуя святого Вацлава (XVII век)
- статуя святого Яна Непомуцкого (XVIII век)
- бюст Бенеша Требизского (1849—1884) — чешского писателя.

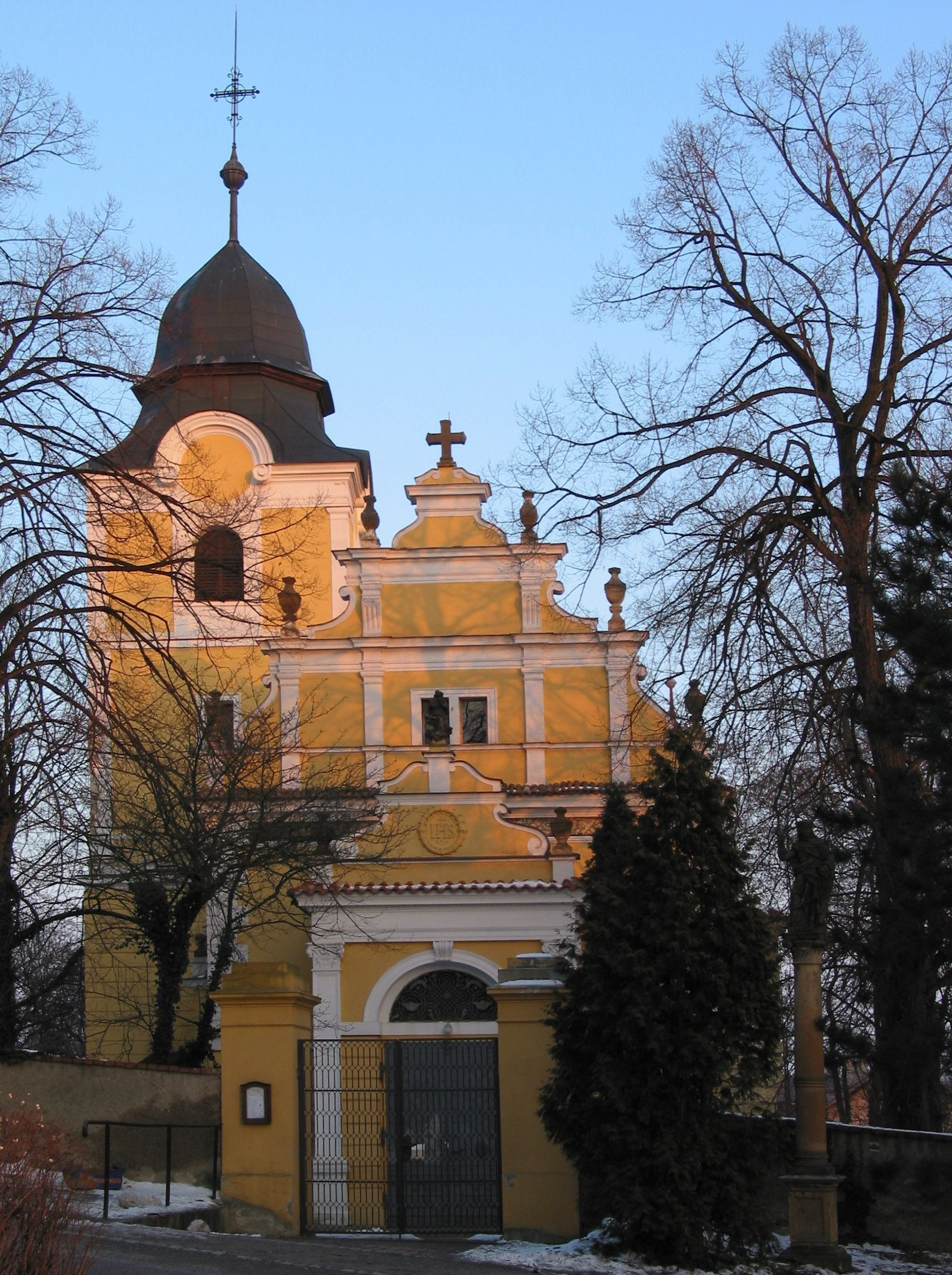
Церковь Вознесения Девы Марии

### Церковь Вознесения Девы Марии
Согласно записям церковь существовала уже в период правления Карла IV, а первое письменное упоминание о ней относится к 1332 году. Построенное в готическом стиле здание было перестроено в 1748—1749 годах в стиле барокко, а в 1892 году архитектором Яном Вейрихом — в стиле чешского ренессанса.
Главный алтарь 1888 года был заменен на каменный в 1978 году. В то же время была удалена кафедра и скамьи, гнившие от сухости. Церковь несколько раз была ограблена. От старого алтаря сохранились фрагменты образа Вознесения Девы Марии, написанного художником Вильямом Кандлером. Также сохранилась роспись потолка (Дева Мария в небе в окружении ангелов) — работа художника Войцеха Бартонька.
На боковых алтарях в стиле рококо XVIII века сохранились иконы св. Яна Непомуцкого и св. Алоизы. Камень на алтарях датируется 1674 годом. Церковный орга́н был изготовлен фирмой «Rejna a Černý» и состоит из 8 регистров. В стенах коридора находятся несколько надгробий XVI и XVII века.
В церковной колокольне находится часовой механизм 1729 года, работы фирмы «Johanna Wentzela Neuman Prag». Когда часы перестали показывать время, точно неизвестно. (в последний раз об их работе упоминается в 1938 году). В 1999 году на пожертвования граждан и деньги спонсоров была построена новая колокольня. Перед Первой мировой войной здесь находилось семь колоколов, пять из которых были реквизированы в 1917 году. Благодаря пожертвованиям граждан в период между мировыми войнами удалось приобрести три новых колокола. Во время Второй мировой войны были утеряна уже все колокола. Позже вернулся только один (1728 года в стиле барокко), и то в сломанном виде. Сейчас он находится на территории церкви.
В 1876—1884 годах здесь служил священником в то время очень популярный писатель и рассказчик Вацлав Бенеш Требизский.

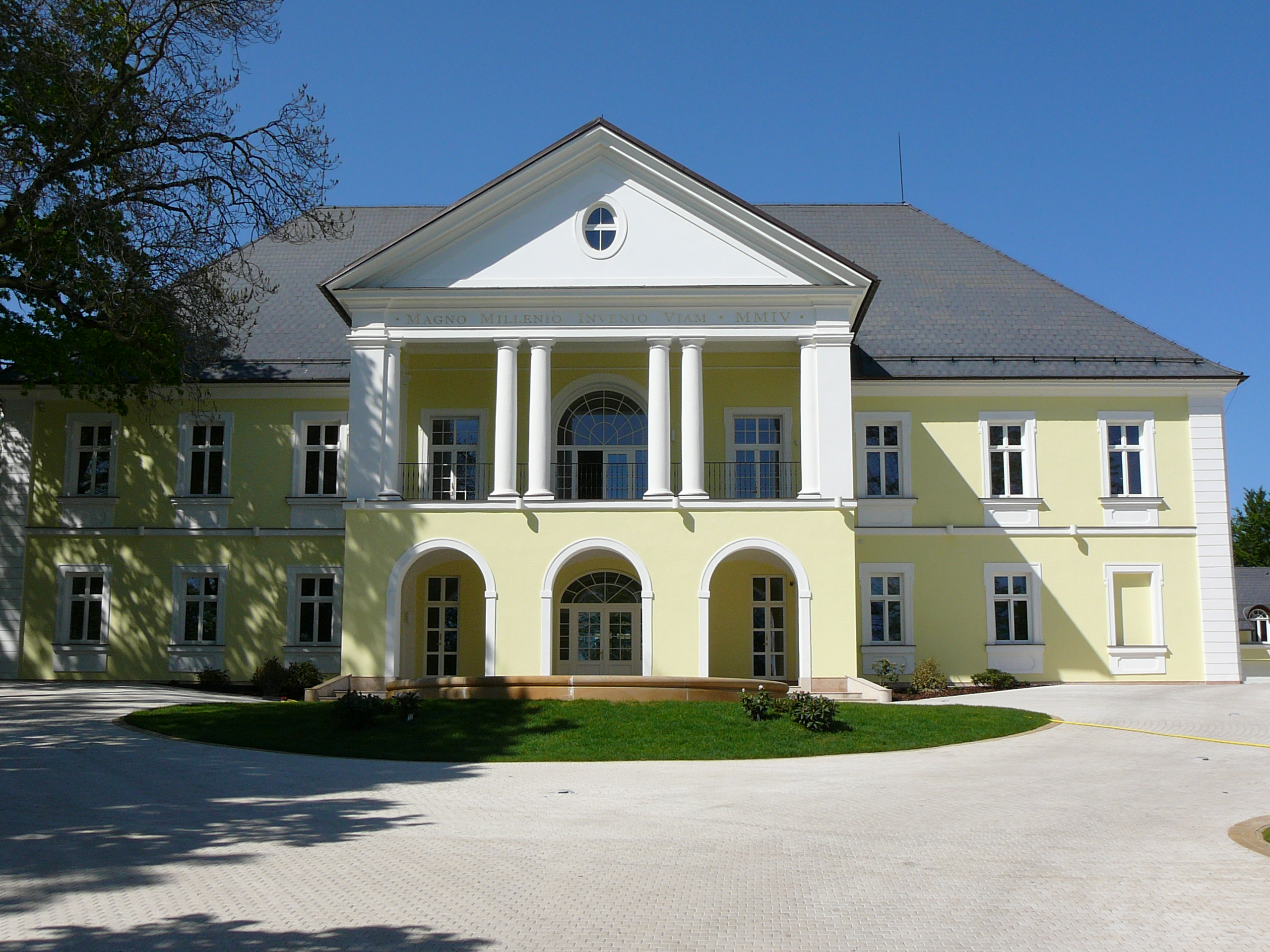
Клецанский замок

### Клецанский замок
Замок является одним из самых интересных и древних мест в городе. О существовании здесь форта отмечено ещё в записях 1380 года, а первое упоминание о замке относится к 1607 году.
Замок трижды горел — в 1827, 1857 и 1924 годах.
Сегодня замок составляют четыре крыла, расположенных вокруг внутреннего двора. Весь замок имеет прямоугольную (цилиндрическую) конструкцию. Архитектура замка не раз изменялась, о чём свидетельствуют его фасад и внутреннее устройство.

### Черная скала
Эту скалу посетил 16 июля 1920 года первый президент Чехословакии и почетный гражданин Клецан Томаш Гарриг Масарик. В ознаменование этого события была открыта памятная доска. Местные жители иногда называют скалу «скалой Масарика». Ежегодно 7 марта здесь заканчивается парад в честь дня рождения Масарика.

## Население
| Год  | Численность | Численность |
| ---- | ----------- | ----------- |
| 1869 | 958         | [ 6 ]       |
| 1880 | 1055        | [ 6 ]       |
| 1890 | 1146        | [ 6 ]       |
| 1900 | 1266        | [ 6 ]       |
| 1910 | 1337        | [ 6 ]       |
| 1921 | 1332        | [ 6 ]       |
| 1930 | 1760        | [ 6 ]       |
| 1950 | 1676        | [ 6 ]       |
| 1961 | 2004        | [ 6 ]       |
| 1970 | 2146        | [ 6 ]       |
| 1980 | 2081        | [ 6 ]       |
| 1991 | 1924        | [ 6 ]       |
| 2001 | 1958        | [ 6 ]       |
| 2014 | 3101        | [ 7 ]       |
| 2016 | 3272        | [ 8 ]       |
| 2017 | 3365        | [ 9 ]       |
| 2018 | 3558        | [ 10 ]      |
| 2019 | 3589        | [ 11 ]      |
| 2020 | 3608        | [ 12 ]      |
| 2021 | 3671        | [ 13 ]      |
| 2022 | 3601        | [ 14 ]      |
| 2023 | 3811        | [ 15 ]      |
| 2024 | 3861        | [ 16 ]      |
| 2025 | 3938        | [ 3 ]       |